# Mélissa Gal
Mélissa Gal (* 26. Oktober 1999 in Annemasse) ist eine französische Skilangläuferin.

## Werdegang
Gal, die für die Ski-Club Nordique Pays Rochois startet, nahm von 2015 bis 2019 an U18 und U20-Rennen im Alpencup teil. Beim Europäischen Olympischen Winter-Jugendfestival 2017 in Erzurum gewann sie die Bronzemedaille mit der Mixed-Staffel. Zudem wurde sie dort Zehnte über 5 km klassisch, Fünfte über 7,5 km Freistil sowie Vierte im Sprint. In den folgenden Jahren belegte sie bei den Juniorenweltmeisterschaften 2018 in Goms den 42. Platz im Skiathlon, den 37. Rang im Sprint sowie den fünften Platz mit der Staffel und bei den Juniorenweltmeisterschaften 2019 in Lahti den 30. Platz über 5 km Freistil, den 21. Rang im 15-km-Massenstartrennen sowie den 20. Platz im Sprint. Im Dezember 2019 lief sie in Pokljuka ihre ersten Rennen im Alpencup, die sie auf dem 34. Platz im Sprint und auf dem 23. Rang über 10 km Freistil beendete. Ihr Debüt im Weltcup gab sie im Januar 2021 in Falun und errang dabei den 51. Platz im Sprint. Bei den folgenden U23-Weltmeisterschaften in Vuokatti belegte sie den 22. Platz im Sprint, den 12. Rang über 10 km Freistil und den vierten Platz in der Mixed-Staffel. In der Saison 2021/22 kam sie bei den Olympischen Winterspielen 2022 in Peking auf den 41. Platz über 10 km klassisch, auf den 12. Rang im Staffelrennen sowie zusammen mit Léna Quintin auf den zehnten Platz im Teamsprint und bei den U23-Weltmeisterschaften 2022 in Lygna auf den 31. Platz im Sprint sowie auf den siebten Rang über 10 km klassisch. Zudem holte sie dort mit der Mixed-Staffel die Silbermedaille.

## Siege bei Continental-Cup-Rennen
| Nr. | Datum             | Ort      | Disziplin                       | Serie    |
| --- | ----------------- | -------- | ------------------------------- | -------- |
| 1.  | 8. Dezember 2023  | Ulrichen | Sprint klassisch                | Alpencup |
| 2.  | 9. Dezember 2023  | Ulrichen | 10 km klassisch Individualstart | Alpencup |
| 3.  | 10. Dezember 2023 | Ulrichen | 10 km Freistil Massenstart      | Alpencup |
| 4.  | 15. März 2024     | Toblach  | Sprint klassisch                | Alpencup |